# Essaouira
Essaouira (/ˌɛsəˈwɪərə/ ESS-ə-WEER-ə; arabsko الصويرة, latinizirano: aṣ-Ṣavīra), do leta 1960 znano kot Mogador (arabsko موغادور, latinizirano: Mūghādūr ali arabsko موϣادور, latinizirano: Mūgādūr), je pristaniško mesto v zahodni maroški regiji Marakeš-Safi, na atlantski obali. Od leta 2014 ima 77.966 prebivalcev.
Ustanovitev mesta Essaouira je bila delo maroškega 'alavidskega sultana Mohameda bin Abdalaha, ki je izvedel izviren poskus, tako da je gradnjo leta 1760 zaupal več arhitektom, zlasti Théodoru Cornutu in Ahmedu al-Ingliziju, ki sta zasnovala mesto z uporabo francoskih ujetnikov iz neuspele francoske ekspedicije na Larache leta 1765 in z nalogo zgraditi mesto prilagojeno potrebam tujih trgovcev. Ko je bilo zgrajeno, je še raslo in doživelo zlato dobo in izjemen razvoj ter med koncem 18. in prvo polovico 19. stoletja postalo najpomembnejše trgovsko pristanišče v državi, a tudi njena diplomatska prestolnica.
Medino v Essaouiri je UNESCO leta 2001 uvrstil na seznam svetovne dediščine.

## Ime in etimologija
Ime mesta se običajno črkuje Essaouira v latinici in الصويرة v arabski pisavi. Oba zapisa predstavljata njegovo ime v maroški arabščini, aṣ-Ṣviṛa. To je pomanjševalnica (z določenim členom) samostalnika ṣuṛ, ki pomeni 'zid (kot okoli dvorišča, mesta), obzidje'. Izgovorjava s faringealiziranima /sˁ/ in /rˁ/ je značilen maroški razvoj. V klasični arabščini je samostalnik sūr (سور, z navadnima /s/ in /r/), pomanjševalnica suvajrah (سويرة); to je edina oblika, navedena v vseh slovarjih klasične arabščine. Zato je črkovanje imena v arabski pisavi v skladu s klasično izgovorjavo السويرة al-Suvajrah (s sīn ne ṣād).
Do 1960-ih je bila Essaouira splošno znana po portugalskem imenu Mogador. To ime je verjetno popačeno ime Amegdul (arabsko أمقدول, latinizirano: Ameqdūl), ki ga je omenil geograf iz 11. stoletja al-Bakrī. Ime Mogador izvira iz feničanske besede Migdol, kar pomeni 'majhna trdnjava'.

## Zgodovina
Arheološke raziskave kažejo, da je bila Essaouira naseljena že od prazgodovine. Zaliv v Essaouiri je delno zaščiten z otokom Mogador, zaradi česar je mirno pristanišče, zaščiteno pred močnimi morskimi vetrovi.

### Antika
Essaouira že dolgo velja za eno najboljših sidrišč maroške obale. Kartažanski pomorščak Hano je obiskal v 5. stoletju pred našim štetjem in ustanovil trgovsko postojanko Arambis.
Okoli konca 1. stoletja pr. n. št. ali v začetku 1. stoletja n. št. je berberski kralj Mavretanije Juba II. ustanovil tovarno tirskega vijoličastega škrlata, ki je predelovala lupine murexa in purpurne školjke, najdene v plimskih kamninah v Essaouiri in otokih Iles Purpuraires. To barvilo je obarvalo vijolično črto v togah, ki so jih nosili senatorji cesarskega Rima.
Na otoku Mogador so izkopali rimsko vilo. Najdena je bila rimska vaza in kovanci iz 3. stoletja našega štetja. Večina artefaktov je zdaj vidnih v muzeju Sidi Mohamed ben Abdalah in Arheološkem muzeju v Rabatu.
- Feničanska plošča z rdečim listom, 7. stoletje pr. n. št., izkopana na otoku Mogador, Essaouira. Muzej Sidi Mohamed ben Abdalah
- Amfora Betica, najdena v Essaouiri, 1.–2. stoletje n. št.
- Egejska amfora, najdena v Essaouiri, 3.–4. stoletje n. št.
- Rimski kovanci, izkopani v Essaouiri, 3. stoletje

### Zgodnje novoveško obdobje
V srednjem veku je bil v Essaouiri pokopan muslimanski svetnik po imenu Sidi Mogdoul, od koder verjetno izvira ime Mogador.

#### Portugalska ustanovitev (1506–1510)
Leta 1506 je portugalski kralj Manuel I. Portugalski tam ukazal zgraditi trdnjavo, imenovano Castelo Real de Mogador. Dokumentirano je, da so Portugalci skupaj zavzeli šest maroških mest in zgradili šest samostojnih trdnjav na maroški atlantski obali, med reko Loukos na severu in reko Sous na jugu. Štiri od njih so imeli le kratek čas: Graciosa (1489), São João da Mamora (1515), Mogadorski Castelo Real (1506–10) in Aguz (1520–25). Dve sta postali stalni mestni naselji: Santa Cruz do Cabo de Gué (sodobni Agadir, ustanovljen 1505–06) in Mazagan, ustanovljen 1514–17. Po padcu Agadirja leta 1541 so morali Portugalci med letoma 1541 in 1550 zapustiti večino svojih naselbin, čeprav so lahko obdržali Ceuto, Tanger in Mazagan.
Trdnjava Mogadorski Castelo Real je padla zaradi lokalnega odpora bratovščine Regraga štiri leta po ustanovitvi, leta 1510.
V 16. stoletju so sile, vključno s Španijo, Anglijo, Nizozemsko in Francijo, zaman poskušale osvojiti kraj. Essaouira je ostala zatočišče za izvoz sladkorja in melase ter kot sidrišče za pirate.

#### De Razillyjeva odprava (1629)
Francija je bila vpletena v zgodnji poskus kolonizacije Mogadorja leta 1629. Ko sta Richelieu in Père Joseph poskušala vzpostaviti kolonialno politiko, je admiral Isaac de Razilly leta 1626 predlagal, da zasedejo Mogador, ki ga je ogledal leta 1619. Cilj je bil ustvariti oporišče proti maroškemu sultanu in zadušiti pristanišče Safi.
V Salé je odplul 20. julija 1629 s floto, ki so jo sestavljale ladje Licorne, Saint-Louis, Griffon, Catherine, Hambourg, Sainte-Anne, Saint-Jean. Bombardiral je mesto Salé, uničil tri korzarske ladje in nato poslal Griffon pod kapitanom Treilleboisom v Mogador. Možje iz Razillyja so videli trdnjavo Castelo Real v Mogadorju in s soglasjem Richelieuja izkrcali 100 mož z lesom in zalogami na otok Mogador. Po nekaj dneh pa je Griffon ponovno vkrcal koloniste in odšel, da bi se ponovno pridružil floti v Saléju.
Po teh ekspedicijah je Francija leta 1631 podpisala pogodbo z Abd el-Malekom II., ki je Franciji dala prednostno obravnavo, znano kot 'kapitulacije': preferencialne tarife, ustanovitev konzulata in svobodo veroizpovedi za francoske podanike.

### Temelj sodobne Essaouire (1760–1770)
Sedanje mesto Essaouira je sredi 18. stoletja zgradil maroški kralj. Mohamed III. je poskušal preusmeriti svoje kraljestvo proti Atlantiku za večjo izmenjavo z evropskimi silami, pri čemer je za svojo ključno lokacijo izbral Mogador. Eden od njegovih ciljev je bil vzpostaviti pristanišče čim bližje Marakešu. Drugi je bil prekiniti trgovino z Agadirjem na jugu, ki je bila naklonjen političnemu tekmecu Mohameda III., prebivalci Agadirja pa so se morali preseliti v Essaouiro.
Mohamed III. je 12 let vodil francoskega inženirja Théodora Cornuta in več drugih maroških in evropskih arhitektov in tehnikov, da so zgradili trdnjavo in mesto po sodobnih vzorcih. Prvotno imenovana Souira ('majhna trdnjava'), je ime postalo Es-Saouira ('lepo oblikovana').
Thédore Cornut je zasnoval in zgradil samo mesto, zlasti območje Kazbe, ki ustreza kraljevim četrtem in stavbam za krščanske trgovce in diplomate. Druge dele so zgradili drugi arhitekti, vključno z maroškimi arhitekti, zlasti iz Fesa, Marakeša in Rabata. Vhod v pristanišče s Porte de la Marine je zgradil angleški odpadnik po imenu Ahmed el Inglizi ('Anglež Ahmed') ali Ahmed El Alj ('Ahmed odpadnik'). Mohamed III. je sprejel številne ukrepe za spodbujanje razvoja Essaouire, vključno z zaprtjem pristanišča Agadir na jugu leta 1767, da bi se lahko južno trgovanje preusmerilo skozi Essaouiro. Evropskim skupnostim v severnem pristanišču Rabat-Salé je bilo z odlokom z dne 21. januarja 1765 ukazano, da se preselijo v Essaouiro.
Od časa, ko ga je obnovil Mohamed III., do konca 19. stoletja je Essaouira služila kot glavno pristanišče Maroka, ki je svetu ponujalo blago karavanske trgovine. Pot je pripeljala blago iz podsaharske Afrike v Timbuktu, nato skozi puščavo in čez gorovje Atlas v Marakeš. Cesta od Marakeša do Essaouire je ravna črta, kar pojasnjuje kraljevo izbiro tega pristanišča med mnogimi drugimi ob maroški obali.
- Mestno obzidje
- Obzidje iz Medine
- Genovska citadela ob pristanišču
- Pristaniška skala
- stolp in obzidje
- Nizozemski top, ki ga je leta 1744 izdelal Adrianus Crans v Haagu, nameščen v Essaouiri

### Judovska prisotnost
Mohamed III. je spodbujal maroške Jude, da so se naselili v mestu in trgovali z Evropo. Judje so nekoč predstavljali večino prebivalstva in judovska četrt (ali melah) vsebuje številne stare sinagoge. V mestu je tudi veliko judovsko pokopališče. Mesto je cvetelo, dokler ni zamrla karavanska trgovina, ki jo je nadomestila neposredna evropska ladijska trgovina s podsaharsko Afriko. Spremembe v trgovini, ustanovitev Izraela, posledične vojne z arabskimi državami in neodvisnost Maroka so povzročili, da so sefardski Judje zapustili državo. Od leta 2017 je imela Essaouira le tri judovske prebivalce. 15. januarja 2020 je kralj Mohamed VI. obiskal Bayt Dakira, hišo judovske dediščine, v Essaouiri.
- Stara judovska četrt v Essaouiri
- Judovsko pokopališče v Essaouiri

### Evropska trgovina in diplomacija
V 19. stoletju je Essaouira postala prvo morsko pristanišče v Maroku, z obsegom trgovine približno dvakrat večjim od Rabata. Mesto je delovalo kot pristanišče za Marakeš, saj je bilo le nekaj dni oddaljeno od mesta v notranjosti. Evropske sile so v Essouiri ustanovile diplomatska in trgovska predstavništva. V 1820-ih so bili evropski diplomati koncentrirani v Tangerju ali Essaouiri.
- Ostanki nizozemskega konzulata iz 19. stoletja v Essaouiri
- Ostanki portugalskega konzulata iz 19. stoletja v Essaouiri
- Nekdanji angleški konzulat Essaouira
- Nekdanji francoski konzulat v Essaouiri

### Francoske intervencije in protektorat
Po zavezništvu Maroka z alžirskim Abd-El-Kaderjem proti Franciji je Essaouiro bombardirala in za kratek čas zasedla francoska mornarica pod vodstvom princa de Joinvilla 16. avgusta 1844 v bombardiranju Mogadorja, pomembni bitki prve francosko-maroške vojne.
Od leta 1912 do 1956 je bila Essaouira del francoskega protektorata Maroko. Mogador je bil uporabljen kot oporišče za vojaško ekspedicijo proti Dar Anflousu, ko je bilo 8000 francoskih vojakov nameščenih zunaj mesta pod poveljstvom generalov Francheta d'Espereya in Brularda. Kazba Dar Anflous je bila zavzeta 25. januarja 1913. Leta 1930 sta brata Michel in Jean Vieuchange uporabila Essaouiro kot bazo, preden se je Michel odpravil v Zahodno Saharo, da bi poskušal najti Smaro.
Francija je imela pomembno upravno, vojaško in gospodarsko prisotnost. Essaouira je imela francosko-maroško šolo, ki je še vedno vidna na ulici Derb Dharb. Jezikovno mnogi Maročani iz Essaouire danes tekoče govorijo francosko.

### Zadnja leta
V zgodnjih 1950-ih je filmski režiser in igralec Orson Welles bival v Hotelu des Iles južno od mestnega obzidja med snemanjem svoje klasične različice Othella iz leta 1952, ki vsebuje več nepozabnih prizorov, posnetih na labirintskih ulicah in uličicah medine. Legenda pravi, da je med Wellesovim bivanjem v mestu srečal Winstona Churchilla, še enega gosta v hotelu des Iles. Relief Orsona Wellesa je na majhnem trgu tik pred obzidjem medine blizu morja. Več drugih filmskih režiserjev je Essaouiro uporabilo kot lokacijo zaradi fotogeničnosti in atmosferskih lastnosti.
Mesto je bilo uporabljeno pri snemanju Igre prestolov kot dom vojske neomadeževanih. Prizorišče vrst križanih sužnjev je bilo rekvizit za pokrivanje portugalskih topov.
V poznih 1960-ih je Essaouira postala nekakšno hipijevsko zbirališče.

## Geografija
Essaouira je zaščitena z naravnim zalivom, ki ga pred valovi delno ščitijo otoki Iles Purpuraires. Široka peščena plaža se razprostira od pristanišča južno od Essaourira, kjer se Oued Ksob izliva v ocean; južno od izliva leži arheološka ruševina, Borddž El Berod. Kanarski tok je odgovoren za splošno gibanje oceanskega kroženja proti jugu in je privedel do povečanja lokalnega ribolova. Vas Diabat leži približno pet kilometrov južno od Essaouire, neposredno južno od Oued Ksob.
Essaouira se povezuje s Safijem na severu in z Agadirjem na jugu po cesti N1 ter z Marakešem na vzhodu po cesti R 207. Obstaja majhno letališče, približno 7 do 8 km stran od mesta, ki načrtuje več letov na teden v Pariz-Orly, London-Luton in Bruselj-južni (Charleroi) ter dnevno v Casablanco.
Podnebje v Essaouiri je polsuho podnebje (BSk/BSh) z blagimi temperaturami vse leto. Vrzel med vzponi in padci je majhna, poletja so topla, zime pa mile. Letna količina padavin je običajno 300 do 500 milimetrov. Najvišja kdaj koli zabeležena temperatura v Essaouiri je bila 18. aprila 2017 35,7 °C. Najnižja doslej zabeležena temperatura je bila 2,2 °C 29. januarja 2005. Najnižja najvišja kdaj koli zabeležena temperatura je bila 11,8 °C 15. februarja 2018. Najvišja kdaj koli zabeležena najnižja temperatura je bila 26,7 °C  13. oktobra 2017. Največja količina padavin, zabeležena v enem dan je bil 8. marca 2013 99,1 milimetrov.

## Essaouira danes
Medina v Essaouiri (prej »Mogador«) je mesto, ki je na Unescovem seznamu svetovne dediščine, primer utrjenega mesta iz poznega 18. stoletja, kot so ga evropski kolonisti prenesli v Severno Afriko.
- Doki v pristanišču Essaouira
- Fajansa v Essaouiri
- Xiphias gladius, Essaouira
- Ribja tržnica Essaouira
- Ribiči v Essaouiri po bogatem ribolovnem dnevu
- Urni stolp
- Knjižna tržnica
- Preproga tipa Saidi-Souiri